# Holger Holgersen Rosenkrantz
 Der er flere personer med dette navn, se Holger Rosenkrantz.
Holger Holgersen Rosenkrantz (1496 – 16. oktober 1534 ved Svendstrup) til Boller var en dansk godsejer, ridder og lensmand.
Han var søn af rigsråd Holger Eriksen Rosenkrantz og dennes anden hustru Anne Henriksdatter Meinstorf. Hans moder var hofmesterinde hos dronning Christine, og Holger Holgersen blev opdraget ved hoffet. 1524 udnævntes han ved Frederik 1.'s kroning til ridder. 1524-1527 var han lensmand på Koldinghus. 1527-1531 lensmand på Nykøbing Slot. I 1533 var han befalingsmand i Nørrejylland, hvor han hurtigt sluttede sig hertug Christian (3.) under krigshandlingerne i Grevens Fejde. Sammen med Niels Lavesen Brock førte han 16. oktober 1534 en adelshær mod Skipper Clements bondehær ved Svenstrup. Adelshæren led totalt nederlag og Holger Holgersen faldt. Holger Holgersen blev begravet i Mariager Kloster, men hans jordiske levninger blev siden ført til Hornslet Kirke. 
Holger Holgersen begyndte som en af de første at anvende slægtsnavnet Rosenkrantz i 1525. Fra 1527 fører han løverne i slægtens våbenskjold, og han var dermed formentlig den første, som anvendte dette forøgede stamvåben, som slægten har brugt siden.
Holger Holgersen Rosenkrantz blev 5. oktober 1532 i Viborg gift med Kirstine Jepsdatter Friis (død 1565)